# Jimmy Bullard
Pour les articles homonymes, voir Bullard.
James Richard « Jimmy » Bullard est un footballeur anglais né le 23 octobre 1978 à East Ham évoluant au poste de milieu de terrain. Il mesure 1,78 m et pèse 74 kg. 

## Carrière
Après avoir commencé sa carrière dans le club de Peterborough United, il part en janvier 2002 à Wigan Athletic alors club de Championship où il participera grandement à la montée du club en Premier League lors de la saison 2004-2005 puis à son maintien l'année suivante. Lors de l'été 2006, il signe à Fulham mais après trois matchs de championnat, il se rompt les ligaments croisés qui le tiendront de longs mois éloigné hors des terrains. Lors de sa troisième saison avec Fulham, Fabio Capello, le sélectionneur de l'équipe nationale anglaise le convoque dans le groupe anglais pour les matchs de qualification de la Coupe du monde 2010 face à l'Andorre et la Croatie.
Il a le record du nombre d'apparitions consécutives dans l'histoire de Wigan (147 apparitions consécutives entre 2002 et 2006 chez les Latics)[réf. nécessaire].
Bien que de nationalité anglaise, il a postulé à une sélection avec l'équipe nationale allemande (sa grand-mère est allemande) avant le Mondial 2006, la concurrence à son poste étant trop importante en équipe anglaise.[réf. nécessaire].
En janvier 2009, il signe pour une somme avoisinant les 6 millions d'euros au club de Hull City. Il est élu meilleur joueur du mois en novembre 2009.  Le 27 janvier 2011, il est prêté jusqu'à la fin de la saison au club d'Ipswich Town.
Laissé libre par Hull City en fin de saison, il s'engage pour deux ans à Ipswich Town.

## Bilan saison par saison
- 2001-2002 : Peterborough United : 40 matchs / 8 buts
- 2002-2003 : Peterborough United : 26 matchs / 3 buts
- 2002-2003 : Wigan Athletic : 17 matchs / 1 but
- 2003-2004 : Wigan Athletic : 46 matchs / 2 buts
- 2004-2005 : Wigan Athletic : 46 matchs / 3 buts
- 2005-2006 : Wigan Athletic : 36 matchs / 4 buts
- 2006-2007 : Fulham : 4 matchs / 2 buts
- 2007-2008 : Fulham : 17 matchs / 2 buts
- 2008-jan 2009 : Fulham : 18 matchs / 2 buts
- jan 2009-août 2011 : Hull City
  - jan.-mai 2011 : Ipswich Town (prêt)
- août 2011- : Ipswich Town